# Giulio Cabianca
Giulio Cabianca   (Verona, 19 de febrer de 1923 - Mòdena, 15 de juny de 1961) va ser un pilot de curses automobilístiques italià que va arribar a disputar curses de Fórmula 1.
Giulio Cabianca va néixer el 19 de febrer del 1923 a Verona, Itàlia i va morir el 15 de juny del 1961 en un accident al circuit de Mòdena, Itàlia.

## A la F1
Va debutar a la segona cursa de la temporada 1958 (la novena temporada de la història) del campionat del món de la Fórmula 1, disputant el 18 de maig del 1958 el GP de Mònaco al Circuit de Montecarlo.
Giulio Cabianca va participar en quatre curses puntuables pel campionat de la F1, disputades en tres temporades diferents (1958 - 1960) i aconseguint un quart lloc com a millor classificació.

## Resultats a la Fórmula 1
| Any  | Equip                | Xassís   | Motor    | 1   | 2       | 3   | 4   | 5   | 6   | 7   | 8      | 9     | 10      | 11  | Posició | Punts |
| ---- | -------------------- | -------- | -------- | --- | ------- | --- | --- | --- | --- | --- | ------ | ----- | ------- | --- | ------- | ----- |
| 1958 | O.S.C.A. Automobil   | O.S.C.A. | O.S.C.A. | ARG | MON NVQ | HOL | 500 | BEL | FRA | GBR | ALE    | POR   |         |     | -       | 0     |
| 1958 | Jo Bonnier           | Maserati | Maserati |     |         |     |     |     |     |     |        |       | ITA Ret | MAR | -       | 0     |
| 1959 | Ottorino Volonterio  | Maserati | Maserati | MON | 500     | HOL | FRA | GBR | ALE | POR | ITA 15 | USA   |         |     | -       | 0     |
| 1960 | Scuderia Castellotti | Cooper   | Ferrari  | ARG | MON     | 500 | HOL | BEL | FRA | GBR | POR    | ITA 4 | USA     |     | 19è     | 3     |

### Resum
| Curses: | Victòries: | Pòdiums: | Poles: | Voltes ràpides: | Punts: |
| ------- | ---------- | -------- | ------ | --------------- | ------ |
| 4       | 0          | 0        | 0      | 0               | 3      |